# Vaux-sur-Saint-Urbain
Vaux-sur-Saint-Urbain is een gemeente in het Franse departement Haute-Marne (regio Grand Est) en telt 66 inwoners (2009). De plaats maakt deel uit van het arrondissement Saint-Dizier.

## Geografie
De oppervlakte van Vaux-sur-Saint-Urbain bedraagt 6,1 km², de bevolkingsdichtheid is dus 10,8 inwoners per km².
De onderstaande kaart toont de ligging van Vaux-sur-Saint-Urbain met de belangrijkste infrastructuur en aangrenzende gemeenten.

## Demografie
Onderstaande figuur toont het verloop van het inwonertal (bron: INSEE-tellingen).